# Expedition 55
Expedition 55 è stata la 55ª missione di lunga durata verso la Stazione spaziale internazionale.

## Equipaggio
| Ruolo               | Febbraio 2018                         | Marzo – Giugno 2018                   |
| ------------------- | ------------------------------------- | ------------------------------------- |
| Comandante          | Anton Škaplerov, Roscosmos Terzo volo | Anton Škaplerov, Roscosmos Terzo volo |
| Ingegnere di volo 1 | Scott Tingle, NASA Primo volo         | Scott Tingle, NASA Primo volo         |
| Ingegnere di volo 2 | Norishige Kanai, JAXA Primo volo      | Norishige Kanai, JAXA Primo volo      |
| Ingegnere di volo 3 |                                       | Oleg Artem'ev, Roscosmos Secondo volo |
| Ingegnere di volo 4 |                                       | Andrew Feustel, NASA Terzo volo       |
| Ingegnere di volo 5 |                                       | Richard Arnold, NASA Secondo volo     |

## Missione

### Lancio e attracco della Sojuz MS-08
Il 21 marzo 2018 la Sojuz MS-08 con il suo equipaggio (Artem'ev, Feustel, Arnold) è stata lanciata dalla rampa di lancio 1 del Cosmodromo di Bajkonur. Il viaggio verso la Stazione è durato 2 giorni (32 orbite) invece delle ormai tipiche 6 ore (4 orbite) usate sin dal 2013. Si è agganciata autonomamente il 23 marzo al boccaporto del modulo Poisk del segmento russo. Dopo un paio di ore usate per equalizzare la pressione tra la Sojuz e la ISS, l'equipaggio ha potuto aprire il portellone e salutare i tre membri dell’equipaggio dell'Expedition 55 già presenti a bordo.

### Sgancio della Progress MS-07
Il 28 marzo la navicella cargo Progress MS-07 piena di spazzatura si è sganciata dal boccaporto Pirs dove era rimasta agganciata per cinque mesi e mezzo. È entrata nell'atmosfera terrestre distruggendosi il 26 aprile, dopo aver passato un mese in orbita per testare i suoi sistemi.

### EVA 1 (USOS 49)

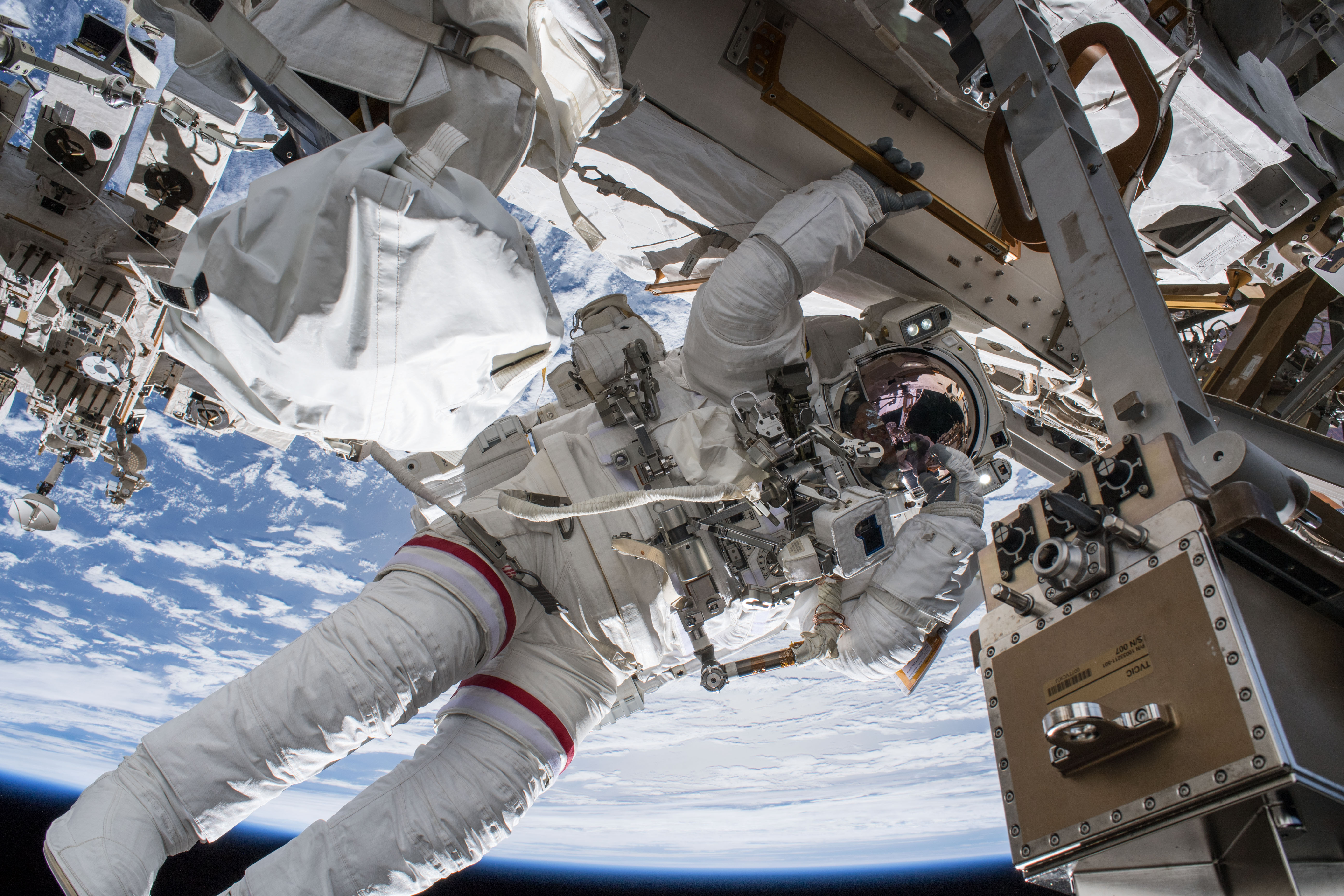
L'EV1 Andrew Feustel all'interno della tuta EMU all'esterno della ISS durante l'EVA

Sei giorni dopo il loro arrivo, il 29 marzo Feustel (EV1, camera #17) e Arnold (EV2, #18) hanno svolto un'attività extraveicolare (EVA) d'emergenza di sei ore e dieci minuti per installare delle antenne di comunicazione wireless all'esterno del modulo Tranquility, sostituire un sistema di telecamere sul Truss e sostituire un tubo danneggiato del sistema di raffreddamento. Le nuove antenne servivano per migliorare l'elaborazione dei dati per l'esperimento Ecosystem Spaceborne Thermal Radiometer Experiment on Space Station (ECOSTRESS) lanciato sulla Stazione a luglio 2018.

### Lancio e attracco Dragon SpX-14
La navicella Dragon della 14ª missione di rifornimento SpaceX è stata lanciata il 2 aprile a bordo del lanciatore Falcon 9 Full Thrust dal Complesso di lancio 40 di Cape Canaveral, dopo essere stata posticipata più volte dal febbraio precedente. La Dragon portava un carico di 2600 kg, di cui 1700 kg di carico pressurizzato e il restante nel trunk esterno. Nella zona pressurizzata erano presenti rifornimenti per l'equipaggio, hardware per la Stazione e per le EVA, hardware russo ed esperimenti scientifici, di questi ultimi i principali erano: Metabolic Tracking, Marrow, PONDS, NASA Sample Cartridge Assembly, Genes in Space-5, Multi-use Variable-g Platform, CASIS PCG 9 e CASIS PCG 11. Nel trunk esterno erano presenti il Pump and Flow Control Subassembly (PFCS) di ricambio che è stata sostituita nell'EVA USOS 50, e gli esperimenti ASIM e MISSE-FF. Due giorni dopo alle 10:40, l'astronauta giapponese Kanai con il supporto dell'astronauta americano Tingle ha catturato la navicella che si trovava a dieci metri in volo libero dalla Stazione manovrando il braccio robotico Canadarm2 dalla Cupola. Poche ore dopo, i controllori a terra hanno preso il comando del Canadarm2 per agganciare la Dragon al boccaporto nadir del modulo Harmony.

### Sgancio Dragon Spx-14

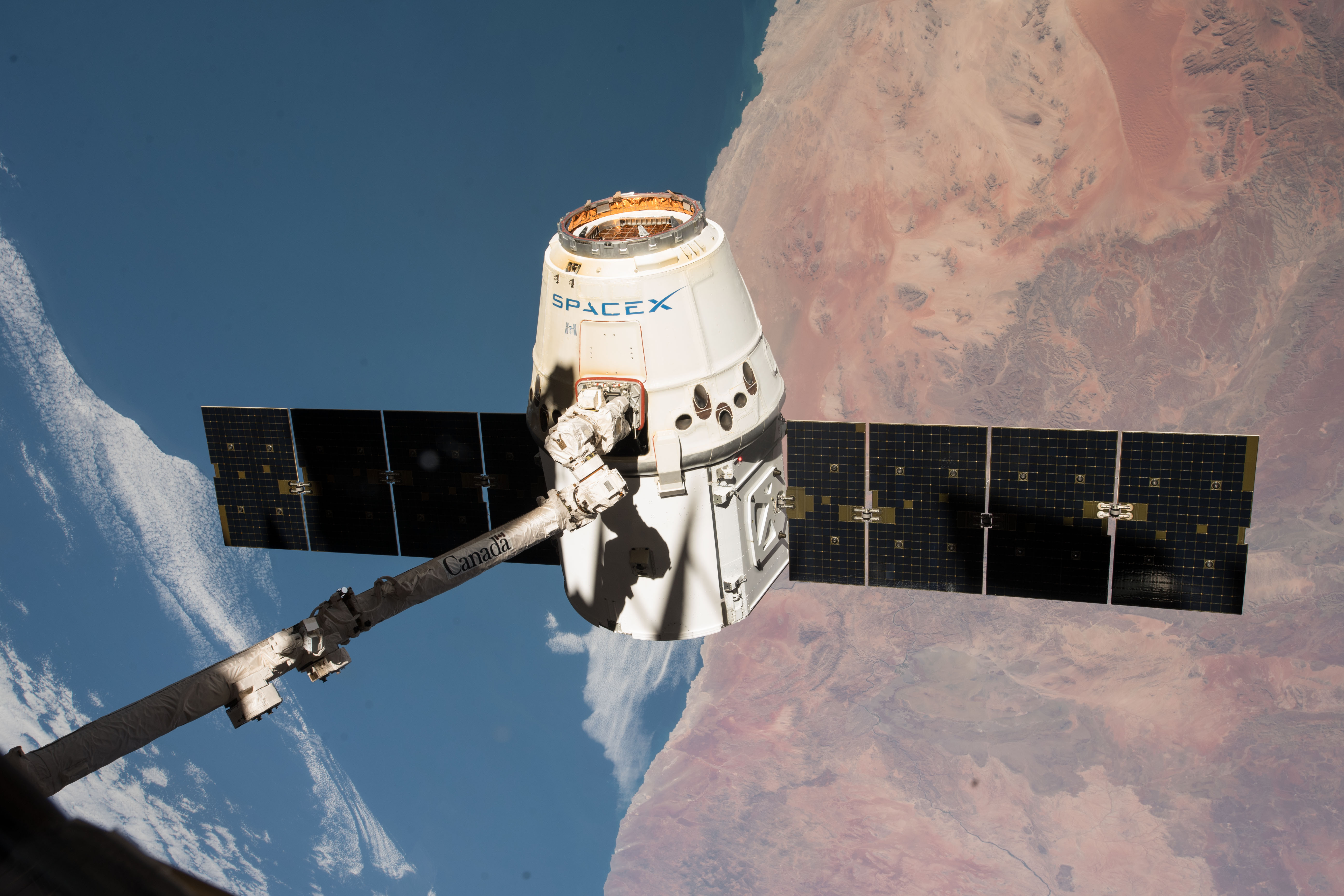
La Dragon SpX-14 agganciata al Canadarm2 pronta per essere sganciata

Lo sgancio della navicella era inizialmente previsto per il 1º maggio ma è stato posticipato al 5 maggio a causa delle onde troppo alte nella zona dell'ammaraggio dell'Oceano pacifico.
Il 5 maggio i controllori hanno sganciato la Dragon e l'hanno posizionata nel punto di rilascio, mentre l'astronauta Tingle supervisionava i sistemi della navicella. Dopo il rilascio avvenuto alle 13:23, la Dragon ha acceso i propulsori per portarsi ad una distanza di sicurezza dalla Stazione. Il deorbit burn è avvenuto alle 14:23, seguito poco dopo dall'entrata in atmosfera che ha portato all'ammaraggio. La navicella aveva a bordo 1800 kg di carico, inclusi i campioni degli esperimenti svolti in orbita e posizionati nei congelatori per essere analizzati dai ricercatori a Terra che li hanno ricevuti entro 48 ore dall'ammaraggio. Tra i campioni tornati a Terra ci sono quelli degli esperimenti Metabolic Tracking, APEX-06 e Fruit Fly Lab-03.  La navicella Dragon è l'unica navicella cargo ad essere dotata di scudo termico e quindi a poter riportare a Terra il materiale prodotto in orbita, le altre navicelle cargo si disintegrano al rientro in atmosfera e vengono usate come mezzo per liberarsi della spazzatura prodotta a bordo della Stazione.

### EVA 2 (USOS 50)
Il 16 maggio gli astronauti americani Feustel (EV1 #17) e Arnold (EV2 #18) hanno svolto la seconda attività extraveicolare di sei ore e trentun minuti dell'Expedition 55 per sostituire un Pump Flow Control Subassembly (PFCS) difettoso con uno di ricambio funzionante. Il PFCS ha il compito di controllare il flusso di ammoniaca nelle parti esterne del sistema di raffreddamento della Stazione. Inoltre sono stati sostituiti alcune telecamere e luci usate per NASA TV e un Space to Ground Transmitter Receiver Controller. Get-ahead: installati corrimani sul Radiator Grapple Bars del segmento S1, rimosse coperture termiche e MLI da due Direct Current Switching Units (DCSU) sulla piattaforma ESP-2 e predisposto il Flex Hose Rotary Coupler sull'S1 per una futura sostituzione. All'inizio dell'EVA, durante l'apertura del portellone esterno dell'airlock Quest era stata notata la presenza di ghiaccio e le attività sono state ritardate di sette minuti per permettere agli astronauti di controllare se il ghiaccio proveniva dalle loro tute. Durante l'EVA Tingle era ai comandi del Canadarm2, Norishige era l'IV e Butch Wilmore Ground IV.

### Lancio e attracco Cygnus OA-9

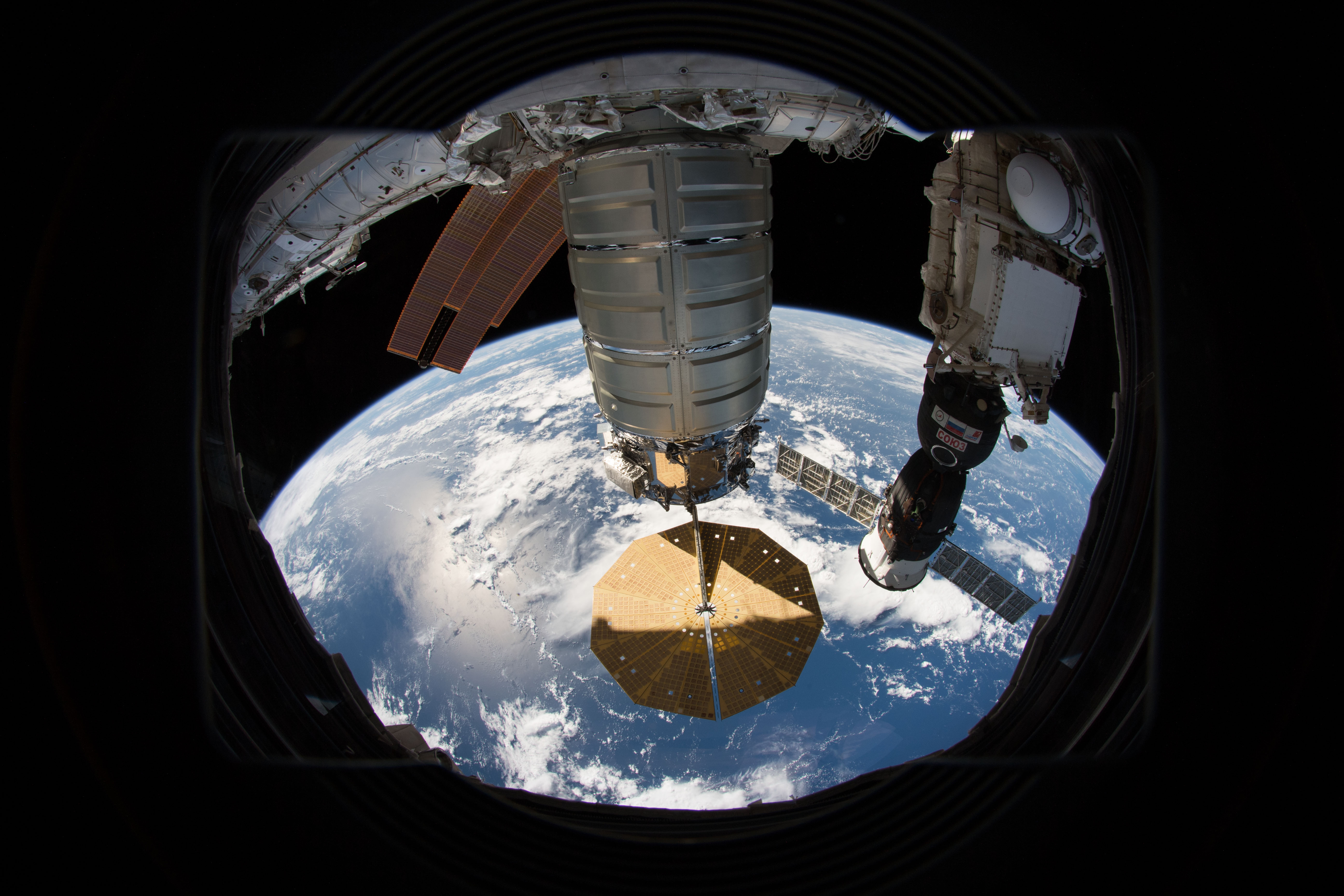
La Cygnus OA-9 agganciata al modulo Unity del Segmento americano della ISS

Il 21 maggio alle 8:44 UTC è stata lanciata l'ultima navicella cargo di rifornimento dell'Expedition 55, la Cygnus OA-9 dell'Orbital ATK. Trasportava più di 3300 kg di carico utile, di cui 800 kg di provviste e materiali di consumo per l'equipaggio e 1000 kg di esperimenti scientifici, i cui più importanti erano Sextant Navigation, BEST, Genes in Space 3, CAL e ICE Cubes Service. Dopo tre giorni di viaggio la navicella ha raggiunto la Stazione, dove ad attenderla ai comandi del Canadarm2 c'erano gli astronauti NASA Tingle e Arnold. Alle 9:26, quando la Cygnus si trovava a 10 metri in volo libero dalla Stazione, Tingle ha esteso il braccio robotico e l'ha catturata. Alle 12:13 è stata agganciata dai controllori di volo ROBO a Terra al boccaporto nadir del modulo Unity del Segmento americano. Dopo due mesi di permanenza sulla Stazione, la navicella è stata sganciata dalla Stazione il 15 luglio 2018 durante l'Expedition 56.

### Cambio di comando Škaplerov – Feustel
Il 1º giugno 2018 alle 20:25 UTC il comandante dell'Expedition 55 Škaplerov ha passato il comando della ISS al comandante dell'Expedition 56 Feustel. L'Expedition 55 si è conclusa ufficialmente il 3 ottobre 2018 alle 09:16 UTC al momento dello sgancio della Sojuz MS-07 con a bordo Škaplerov, Tingle e Norishige, dando inizio all'Expedition 56.

## Galleria d'immagini

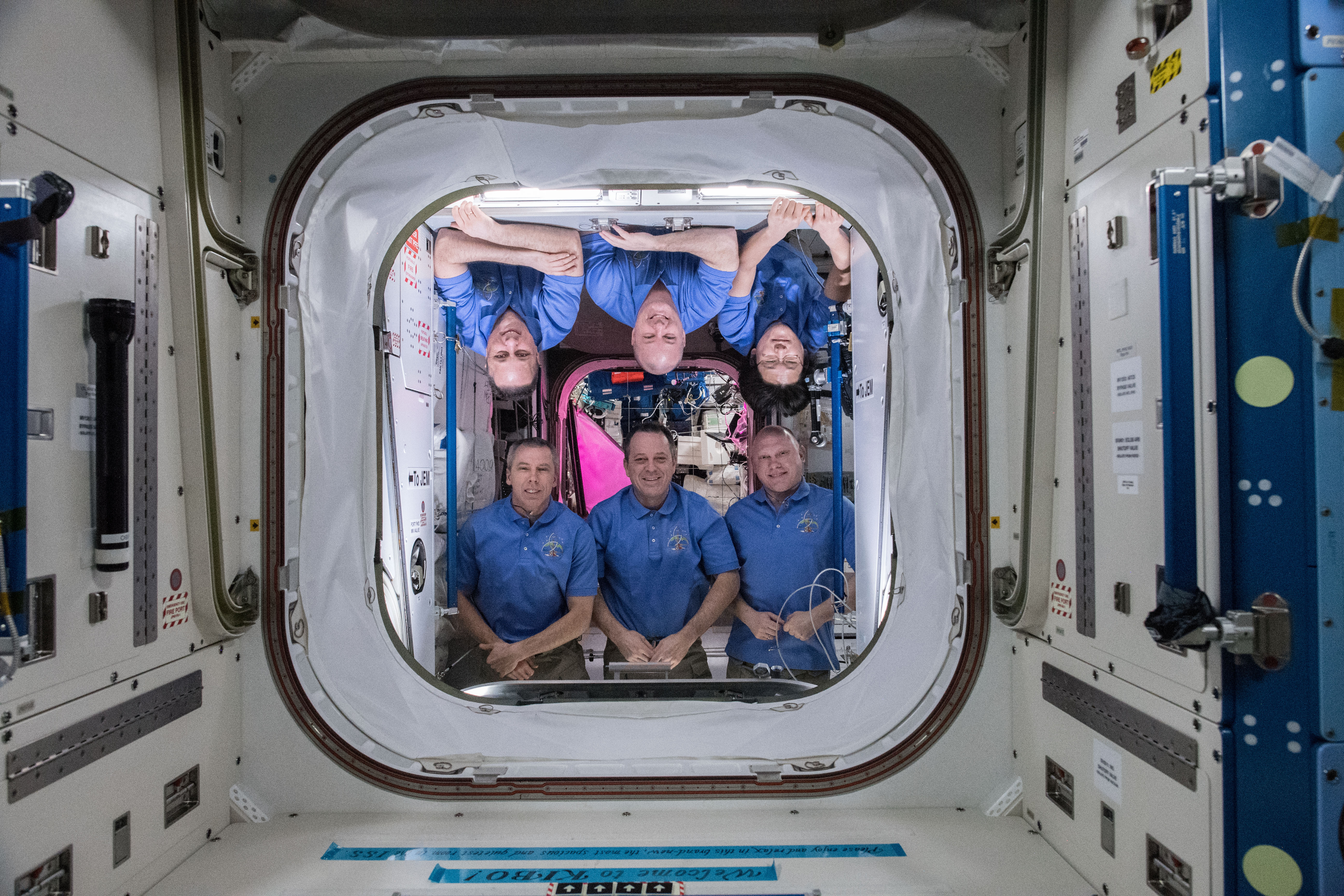
Foto dell'equipaggio in orbita
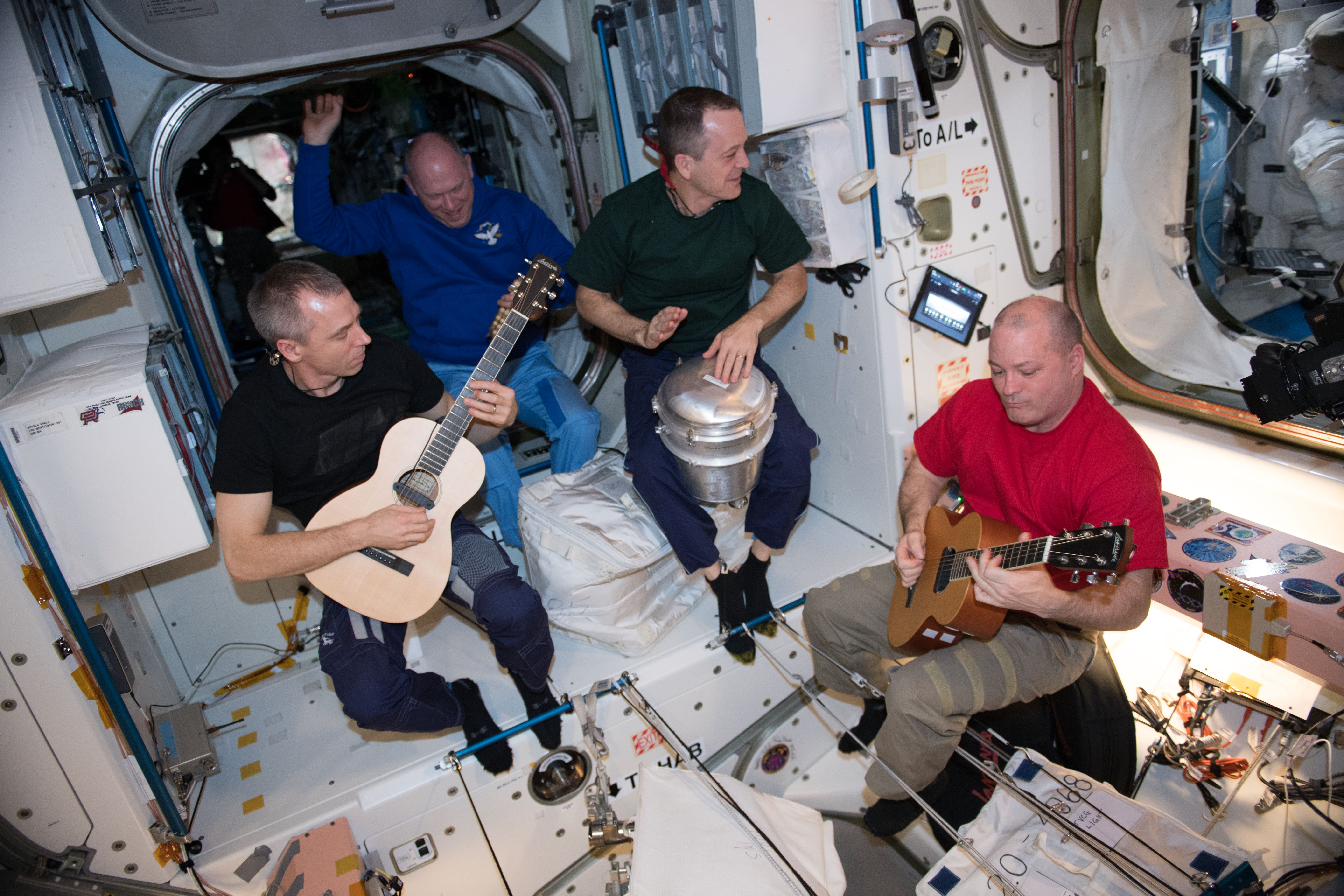
L'equipaggio trascorre il tempo libero insieme
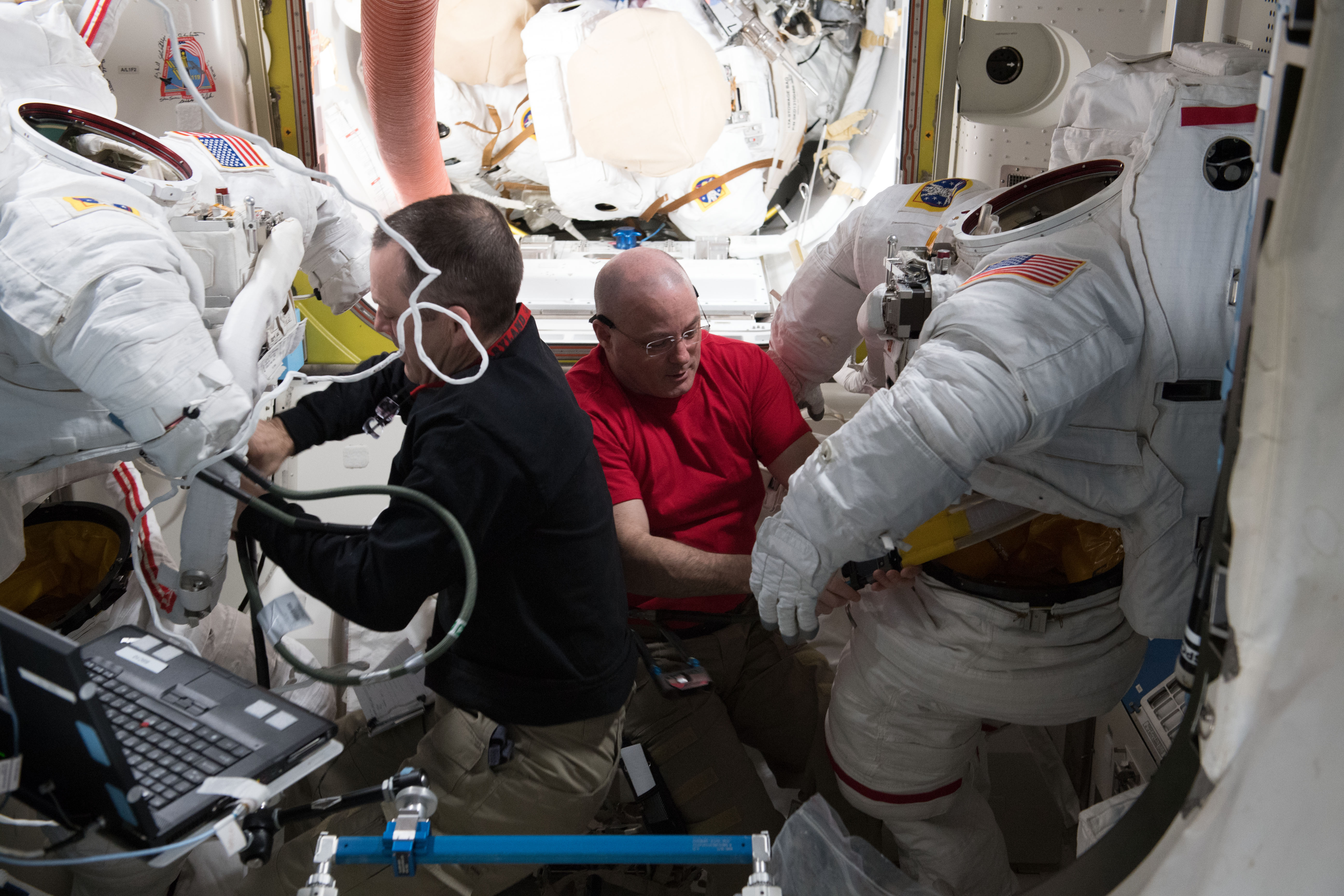
Arnold e Tingle sistemano l'Airlock dopo l'EVA 1
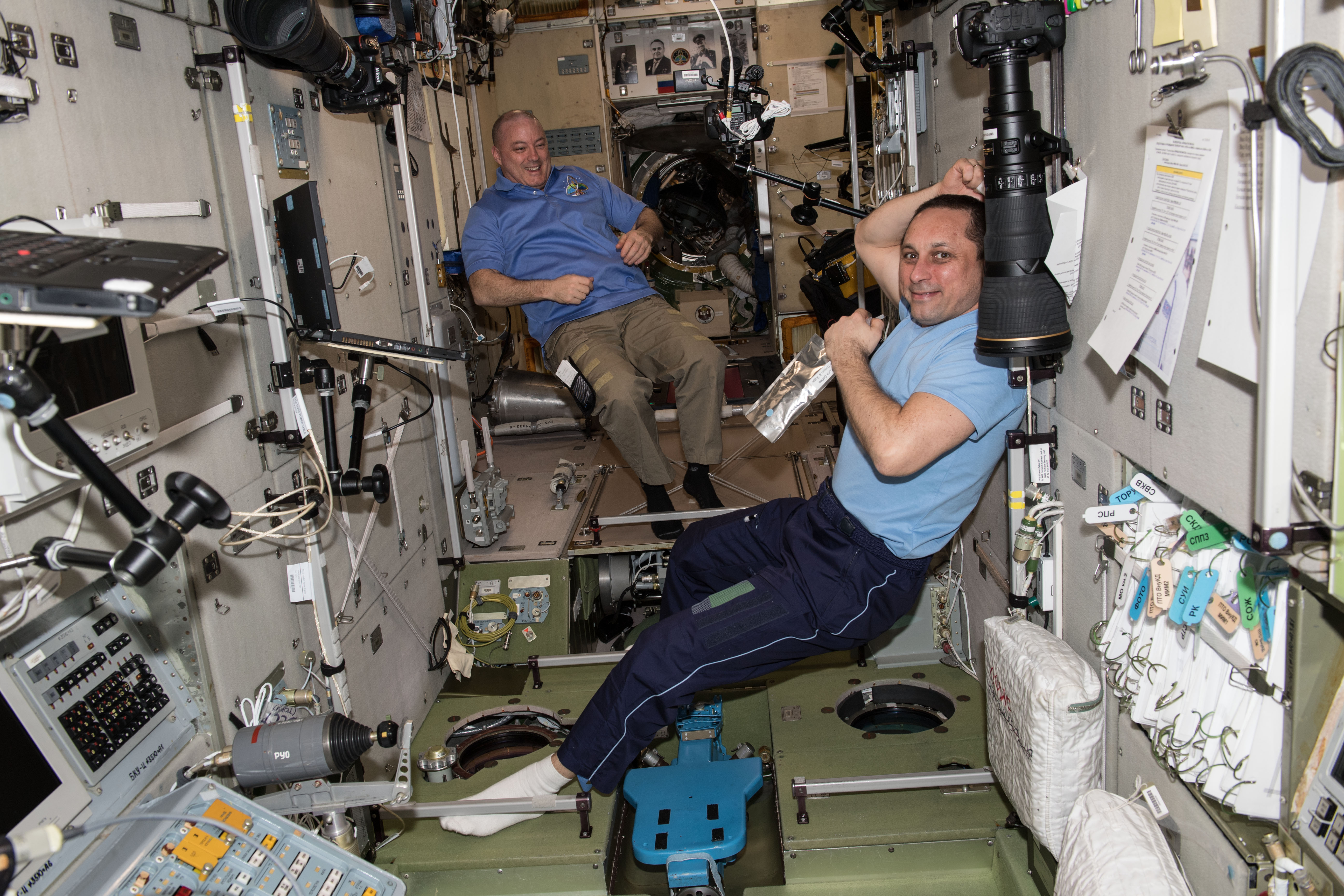
Tingle e Škaplerov nel modulo Zvezda